# Dax (Adelsgeschlecht)
Dax ist eine Familie des südfranzösischen Adels, die im 10. Jahrhundert als Vizegrafen (vicomte) von Dax erstmals auftritt und sich von Sancho IV., Herzog von Gascogne, also wie viele andere südwestfranzösischen Adelsfamilien auch vom Haus Gascogne ableitet.

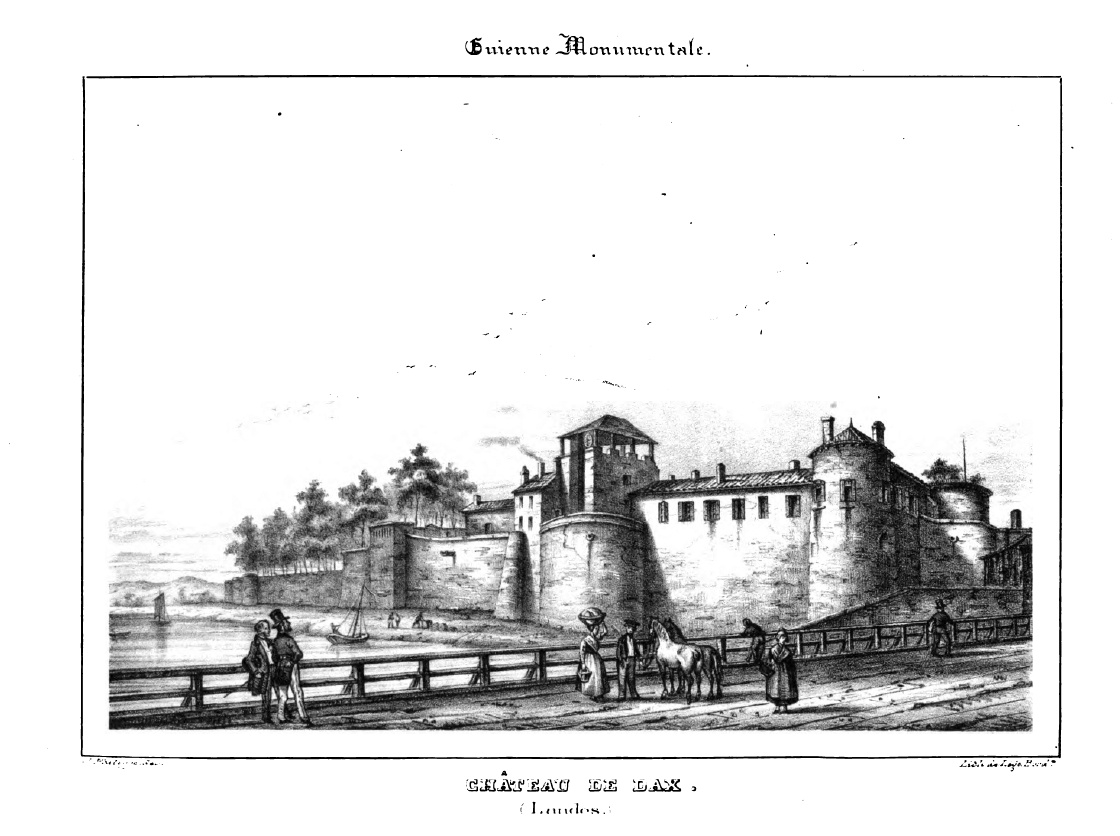
Schloss Dax (1842)

Die Familie teilte sich rasch weiter auf. Neben den Linien der Vicomtes de Dax, d’Oloron, d’Orthe, Gabarret und Tursan ist hier vor allem die der Herren von Gramont zu nennen, die ihren Besitz an eine Linie des Hauses Comminges vererbten, aus der dann die Familie der Herzöge von Gramont hervorging.

## Stammliste (Auszug)

### Vicomtes de Dax et d’Oloron
1. Aner Sancho, 978 bezeugt, Vicomte d‘Oloron, Sohn von Sancho IV., Herzog von Gascogne – Vorfahren siehe Haus Gascogne
  1. Loup Aner, wohl 985 bezeugt, Vicomte d’Oloron
    1. Aner Loup, † nach 1009, Vicomte d’Oloron
      1. Angela, Vicomtesse d'Oloron; ⚭ Centule Le Vieux, Vicomte de Béarn
      2. (unehelich) Loup Aner, † nach 1060, Vicomte d’Oloron; ⚭ (1) NN; ⚭ (2) NN, Witwe von Bergon Loup de Charritte
        1. Dat Loup, Viguier d’Aspe
          1. Loup Dat d’Aspe
          2. Aner Dat d’Aspe
          3. Guillaume Dat d’Aspe

        2. Galin Loup, Viguier d’Ossau

    2. Arnaud I. Loup, † wohl nach November 1028, Vicomte de Dax
      1. Arnaud II. Fortis, † wohl nach 1050, Vicomte de Dax
        1. Raymond Arnaud I., † nach 3. Dezember 1088, Vicomte de Dax
          1. Navar, X wohl nach 1089, Vicomte de Dax
          2. Navare, † wohl nach 1080/90
          3. Arnaud III. Raymond, Vicomte de Dax
            1. Pierre I. Arnaud, † wohl 1140/42, Vicomte de Dax
            2. Griset, Tempelritter
            3. Guirelda; ⚭ wohl 1095 Arnaud Dat de Mixe (siehe unten)

        2. Garcia Arnaud, † wohl nach 1060, Vicomte d’Orthe
          1. Loup Garcia, † wohl 1104, Vicomte d'Orthe
            1. Sancho Loup, † nach 1105, Vicomte d'Orthe
              1. Guillaume Sancho, getötet 1120, Vicomte d'Orthe
              2. Raymond I. Sancho, Vicomte d'Orthe;⚭ wohl 1115 Mathilde de Miramont, Tochter von Auger II. de Miramont, Vicomte de Tursan
                1. Arnaud Raymond, † wohl 1150/56, Vicomte d'Orthe
                2. Guillaume Raymond, † wohl nach 1167/77, Vicomte d'Orthe
                  1. Loup Garcia II., 1173/77 bezeugt, Vicomte d'Orthe
                    1. Richard (1177–1234), Vicomte d'Orthe – Nachkommen
                    2. Merveille; ⚭ Pierre Arnaud de Saint-Circq, Seigneur de Fontaères, † nach August 1212

          2. Garcia Marre, † wohl 1080/90
          3. Guillaume Garcia, † wohl 1110, Seigneur de Pouillon
            1. Ot Guillaume, Seigneur de Pouillon

          4. Garsieta;⚭ (Bornem Sancho), † wohl nach 1090 Vicomte de Maremne, Sohn von (Sancho Rabi, Vicomte de Maremme)

        3. Odon, Seigneur d‘Œyre, Viguier de Dax

      2. Garcia Arnaud, † wohl 1065, Vicomte de Dax; ⚭ Auria, † 29. Januar wohl nach 1065
        1. Arnaud Garcia, † nach 1072, Seigneur de Mixe et d’Ostabarret
          1. Dat Arnaud, † wohl nach 1090; ⚭ Galarde
            1. Raymond Dat de Mixe, † 1119
            2. Arnaud Dat de Mixe, † wohl 1140; ⚭ Guirelda de Dax, Tochter von Arnaud III. de Dax (siehe oben)
              1. Raymond Arnaud II., † wohl 1167, Vicomte de Dax; ⚭ wohl 1130 Estefania, wohl Estefania de Barcelona (* wohl 1118), Witwe von Centule II. Comte de Bigorre, Tochter von Ramon Berenguer III., Graf von Barcelona, und Dulce von Gévaudan, Comtesse de Provence (Haus Barcelona)
                1. Pierre II., † wohl 1177/80, Vicomte de Dax; ⚭ Beatrix III., † nach 1192, Comtesse de Bigorre, Tochter von Centule III., Comte de Bigorre, und Matelle des Baux, sie heiratete in zweiter Ehe Bernard (IV.), Graf von Comminges
                  1. Navarra de Dax; ⚭ Arnaud Raymond, Vicomte de Tartas

                2. Navar de Dax, Bischof von Couserans, Abt von Combelongue (in Rimont)

          2. Garcia Arnaud, † nach 1080 – Nachkommen (Seigneurs de Luxe)

        2. Bergon Garcia, Seigneur de Gramont, um 1040 Baron de Gramont, de Bergouey et de Garris – Nachkommen (Barone von Gramont) siehe unten
        3. Leofranc, † wohl nach 1094, Seigneur de Muret

    3. Garcia Loup, † wohl 997, Seigneur du pays de Soubestre
      1. Loup Garcia, um 995 bezeugt, Vicomte de Louvigny

  2. Donat Aner, † nach November 982  – Nachkommen (Vicomtes de Gabarret) siehe unten
  3. Sancho Aner, † nach 978 – Nachkommen (Vicomtes de Tursan) siehe unten

### Seigneurs de Gramont (11.–13. Jahrhundert)
1. Bergon Garcia, 1. Seigneur de Gramont, um 1040 Baron de Gramont, de Bergouey et de Garris (siehe Haus Dax) – Vorfahren siehe oben
  1. Garcia Bergon de Gramont, um 1102 bezeugt, Chevalier, Seigneur de Gramont, de Bergouey, de Garris, de Biron et de Bassalay
    1. Bergon II. Garcia, Chevalier, Seigneur de Gramont et de Bergouey um 1105/um 1119
      1. Vivian I., Chevalier, Seigneur de Gramont et de Bergouey um 1136/um 1160
        1. Raymond Brun I., Chevalier, Seigneur de Gramont, de Bergouey 1168/75
          1. Vivian II., † 1215, Chevalier, Seigneur et Baron de Gramont et de Bergouey 1200
          2. Brun, † vor 1215, dessen Bruder, Seigneur de Bidache, Erbauer der Burg Bidache; ⚭ Agnès
            1.               1. Raymond Brun II., † 1237 vor September, Chevalier, Seigneur et Baron de Gramont, de Bergouey et de Bidache; ⚭ um 1225 Helerie
              2. Arnaud Guillaume I., † nach 20. September 1266, dessen Bruder, Seigneur et Baron de Gramont, de Bergouey et de Bidache
              3. Arnaud Guillaume II., † 1290, Chevalier, Seigneur et Baron de Gramont, de Bergouey et de Bidache 1270 – Nachkommen siehe unten

### Seigneurs de Gramont (14.–16. Jahrhundert)
1. Arnaud Guillaume II., † 1290, Chevalier, Seigneur et Baron de Gramont, de Bergouey et de Bidache 1270 – Vorfahren siehe oben
  1. Raymond Brun III., Chevalier, Seigneur et Baron de Gramont, de Bergouey et de Bidache 1290/1303; ⚭ um 1285 Raymonde de Bardos; Erbtochter von Vivian
    1. Arnaud Guillaume III., 1312/58 bezeugt, † vor 22. Mai 1362, Chevalier, Seigneur et Baron de Gramont, de Bergouey et de Bidache, de Bardos etc.; ⚭ um 1320 Miramonde d’Aspremont d’Pays d’Orthe, 1343 bezeugt, Tochter von Arnaud Raymond d’Aspremont, Chevalier, Vicomte d’Orthe, und Aumus de Bourg
    2. Arnaud Raymond I., † zwischen 29. Dezember 1384 und 23. Februar 1385; Chevalier, Seigneur et Baron de Gramont, de Bergouey, de Bidache et d’Escos; ⚭ um 1345 Marie de Béarn de Gabaston, Tochter von fille d'Arnaud-Guillaume de Béarn, Seigneur de Lescun, und Marie de Gabaston, Erbin der Baronie Gabaston
      1. Arnaud Raymond II., 1376 bezeugt, † 1398, Chevalier, Seigneur et Baron de Gramont, de Bergouey, de Bidache, d’Escos, de Came et de Sames; ⚭ 1372 Agnès de Came, † 1397, Erbtochter von Jean, Seigneur de Came et de Sames, und Claire de Laas
        1. Jean I. de Gramont, † 1429, Chevalier, Seigneur et Baron de Gramont, de Bidache, de Bergouey, de Mussidan, de Blaye, de Blagnac, de Came etc.; ⚭ (Ehevertrag 24. September 1409) Marie de Montaut, † nach 1431, Dame de Mussidan, de Blaye, de Blanquefort, de Pellegrue et de Blagnac, Erbtochter von Raimond, Chevalier, und Marguerite d’Albret
          1. François I., testiert 1. Dezember 1462, Chevalier, Seigneur et Barron de Gramont, de Bidache, de Bergouey, de Blaye, de Mussidan, de Came, de Blagnac, d’Aubeterre etc.; ⚭ (Ehevertrag 4. Juni 1435) Isabeau de Montferrand, testiert 18. November 1464, Tochter von Bertrand III. de Montferrand und Isabeau de Preissac
            1. Isabeau, † 1484, 1462 Dame et Baronne de Gramont, de Bidache, de Bergouey, de Gabaston, de Roquefort, de Tursan etc.; ⚭ (1) (Ehevertrag 1. Januar 1453) Bernard de Béarn, Bâtard de Foix, † September 1469, 1453 Seigneur de Gerderest etc., 1462 Seigneur de Gramont (Haus Grailly); ⚭ (2) 1476 Aimery de Puch, † nach 1488, Seigneur de Gabaston, de Roquefort, de Tursan et de Blagnac

    3. Bernard de Gramont, genannt Bardot, † 1414/15, Seigneur de Haux et d’Olhaiby; ⚭ Gracianne de Haux, Dame de Haux et d’Olhaiby, Erbtochter von Armand Guillaume d’Olhaiby und Marguerite de Haux
      1. Gracian de Gramont, † 28. Juni 1469, Seigneur de Haux et d’Olhaiby etc.; ⚭ (1) 1424 Margerida bâtarde de Navarre, Tochter von Lancelot de Navarre, Patriarch von Alexandria; ⚭ (2) 1428 Anglesa von Navarra, † 1430, Tochter von Leonel von Navarra, Vizconde de Muruzabal, und Elfa de Luna; ⚭ (3) Catherine de Castetpugon, Dame de Montroy, Tochter von Assin de Castetpugon
        1. (3) Roger de Gramont, Chevalier, Seigneur et Baron de Haux, de Montory, d’Olhaïby, dann Seigneur et Baron de Gramont, de Bergouey, de Bidache, de Hastingues, de Came, de Bardos, de Gabaston, de Roquefort, de Tursan etc., 1478 Baron de Came, 1485 Baron de Guiche; ⚭ 1469 Léonor de Béarn genannt de Gramont, * wohl 1461, † 1509, Erbtochter von Bernard de Béarn, Baron de Gerderest etc. und Isabeau, Dame de Gramont (siehe oben)
          1. François II., † wohl 1505, Chevalier, Baron de Gramont; ⚭ (Ehevertrag 31. März 1494) Catherine d'Andoins († nach 25. August 1534) Tochter von Jean II. d'Andoins, Seigneur et Baron d’Andoins, und Jeanne-de Foix-Coarrraze; seine Brüder sind u. a. die Erzbischöfe von Bordeaux Charles († 1544) und Gabriel de Gramont, Kardinal
            1. Jean II., * August 1499, † Juli 1528, Chevalier, Seigneur et Baron de Gramont, de Mussidan, de Blagnac, de Bruilh, de Gabaston, de Roquefort, de Tursan, de Bidache, de Came, de Bardos, d’Urt, de Montory, d’Olhaiby, de Bideren etc.; ⚭ (Ehevertrag 15. September 1526) Françoise de Polignac, † nach 1569, Tochter von Guillaume Armand, dit le Sage, Vicomte de Polignac, und Marguerite de Pompadour (Haus Chalençon)
            2. Claire, * wohl 1505, † zwischen 16. April und 20. September 1560, 1539 Dame d’Artix, de Serres, de Garlède, de Lalonquette, de Bideren et d’Abitain, 1540 Dame de Séméac et d’Asque; ⚭ (Ehevertrag 12. Februar 1526) Ménaud d’Aure, † 5. Juni 1534, 1514 Vicomte d’Aster etc.,1529 Baron de Gramont etc. (Haus Aure)

### Vicomtes de Gabarret
1. Donat Aner, † nach November 982   – Vorfahren siehe oben
  1. Arnaud Donat, † wohl nach 1030, Vicomte de Gabarret
    1. Roger, † nach 1044, Vicomte de Gabarret; ⚭ (1) NN; ⚭ (2) Adalaïs de Lomagne, † nach 1064, Tochter von Arnaud (II.) Vicomte de Lomagne (Haus Lomagne), getrennte Ehefrau von Gaston (III.), Vicomte de Béarn, (Haus Lomagne)
      1. (1) Pierre Roger, † 17. April 1097, Vicomte de Gabarret; ⚭ (1) NN; ⚭ (2) wohl 1080 Agnès Dame de Demu et de Manciet
        1. (2) Pierre de Gabarrret, genannt Soriquers † wohl 1118/34, Vicomte de Gabarret; ⚭ Guiscarde de Béarn, † nach 15. September 1154, Tochter von Gaston IV., Vicomte de Béarn, und Talesa Sánchez
          1. Pierre de Gabarret, † 1150, 1134 Vicomte de Béarn; ⚭ wohl 1145 Matelle de Baux, † nach Oktober 1175, Tochter von Raymond de Baux und Etienette de Gévaudan, sie heiratete in zweiter Ehe Centule, Comte de Bigorre
            1. Gaston V: de Béarn, † 1170, Vicomte de Béarn; ⚭ (1) Infanta Doña Sancha de Navarra (1148–1176), Tochter von Garcia VI., König von Navarra, und Doña Urraca Alfonso la Asturiana de Castilla, sie heiratete in zweiter Ehe 1173 Conde Don Pedro Manrique de Lara, Vicomte de Narbonne (Haus Lara)
            2. Marie de Béarn, † 1186, 1170 Erbin von Béarn, das sie 1173 an ihren ältesten Sohn weitergab; ⚭ Guillem de Moncada (vor 1134–1172), Sohn von Guillem Ramon (II.), Seneschall von Katalonien, und Beatriu de Montcada

        2. (2) Roger de Gabarret
        3. (2) Arnaud de Gabarret
          1.  ? Bernard (de Gabarret), † nach 3. Februar 1190, Vicomte de Bezaume; ⚭ NN de Bezaume, Tochter von Guillaume III. Amanieu, Vicomte de Bezaume (Haus Albret)
            1. Pierre de Gabarret, Vicomte de Bezaume et de Bénauges, Seigneur de Saint-Macaire, Co-Seigneur de Langon; ⚭ vor 13. Dezember 1228 Guillemette, † nach 13. Dezember 1228
              1. Bernard de Bovile, † nach 9. September 1242.

            2. Roger de Gabarret, † nach 2. Juli 1242, Co Seigneur de Langon – Nachkommen (Seigneurs de Langon)

      2. (1) Arnaud Roger de Gabarret, † wohl nach 1100
      3. (2) Hugues, † nach 16. November 1064, Vicomte de Brulhois
      4. (2) Hunald, † nach März 1105, Vicomte de Brulhois, Abt von Moissac
      5. (2) Oliba, † nach 1088

    2. Saxeton, † vor September 1062
    3. Guillaume Arnaud, † nach 1062
      1. Pierre de Gabarret, † wohl nach 1080, vielleicht identisch mit Pierre, † nach 8. August 1115, Prior von Moirax

### Vicomtes de Tursan (Miramont)
1. Sancho Aner († nach 978)  – Vorfahren siehe oben
  1. Atil Sancho, Vicomte de Tursan, † nach 3. April wohl 1009.
    1. Sancho Atil, Vicomte de Tursan, † nach November 1028
      1.  ? Auger I., † nach 13. April 1072, Vicomte de Miramont
        1.  ? Auger II., † vor 1100, Vicomte de Miramont; ⚭ Tecla, wohl Tochter von Auriol Centule de Béarn, Seigneur de Claracq, Igon, Baudreix, Boeil et Auga
          1. Auger III., † wohl 1110/20, Vicomte de Tursan; ⚭ Comtesse
            1. Auger IV., † nach 1136, Vicomte de Tursan; ⚭ Navara, Vicomtesse de Soule, Tochter von Arnaud., Vicomte de Soule
              1. Auger V., Vicomte de Tursan – Nachkommen: die Herren von Miramont

            2. Fortaner, † 1170, 1150 Bischof von Bayonne
            3. Mathilde de Miramont; ⚭ wohl 1115 Raymond I. Sancho, Vicomte d'Orthe (siehe oben)

          2. Odon de Miramont, † nach 1105